# 王廷鳳 (萬曆進士)
王廷鳳（1564年—1595年），字廣儀，號鳴東，福建漳州府龍溪縣（今屬福建省龍海市）人。明朝政治人物。

## 生平
甲子四月初八生。萬曆十九年（1591年）辛卯科福建鄉試第四十名舉人。萬曆二十三年（1595年）乙未科會試第一百四十三名，廷試二甲第三十八名進士。禮部觀政，不久卒。

## 家族
曾祖王纯。祖王侃。父王元真。母蔡氏。永感下。從兄王珍、王玑，俱贡士。王學孝（舉人、教谕）。王應麟（進士、知府）。從弟王基石（舉人）。